# Достојевски: биографија
Достојевски: биографија је биографија славног руског књижевниака Фјодора Достојевског настала из пера слависте Андреаса Гуског. Књига је објављена у издању C.H. Beck из Минхена 2018. године. Српско издање објавила је издавачка кућа Лагуна 2020. године у преводу Душице Милојковић.

## О књизи
Достојевски: биографија је књига која је и студија карактера и политичка биографија - приказује "злог генија" као фигуру једне епохе. Андреас Гуски
Слависта Андреас Гуски, стручњак за Достојевског, приказао је политичке преображаје Достојевског од побуњеника до реакционара, његове покушаје да заради за живот као професионални књижевник као и његову борбу за читаоце. Доноси причу О животу Достојевског тако да пред читаоцем израња опипљив лик, човек од крви и меса, а његов грандиозни опус смештен је у контекст времена у којем је живео.
Књига представља прву биографију на немачком језику у више од 25 година. Расветљава дело Достојевског кроз призму његовог властитог живота: психолошког (писац је коцкар), политичког - у почетку револуционар, када бива ухапшен са 27 година и чека на погубљење, избегавши смртну казну дословно у последњем тренутку, потом како пролази кроз дубоку трансформацију, до оданог националисте који се више никада не буни против круне. Када развија "религију патње", која ће, према ауторовој тези, у тренуцима ишчекивања погубљења, обликовати његова књижевна дела од тада надаље. Приказао је његов нестанак на десет година у сибирским логорима, где проучава злочине, када је започет и његов књижевни повратак. Тајно посматрање зачето у том периоду, игра надаље централну улогу у Достојевском делу. Приказан је потом његов бег од поверилаца у иностранство и, како би избегао материјалне тешкоће, окренуо се коцкању.
Аутор књигу започиње реченицом "Достојевски је писац кризе", и наставља "За јунаке и радњу његових романа важи исто што и за његову популарност међу читаоцима". Приказана је његова борба за читалачку публику, његова улога у арени моћи, његова стилизација као пророка руске нације, његов верски жар у комбинацији с мржњом према Јеврејима и социјалистима - ове особине подстичу најразличитије облике присвајања. Лењин је Достојевског сматрао "смећем", Максим Горки је о њему говорио као о "злом генију", а руска емигрантска сцена га је прогласила "светцем заштитником" 1930-их година. У постсовјетској Русији, Достојевског су рехабилитовали. Данас, након објављивања нове књиге о Достојевском, тим са Универзитета у Петрозаводску ради на критици комплетног издања. Њен аутор верује да коментари одишу духом Совјетског Савеза. Московска патријаршија је, међутим, задовољна: уреднички директор је награђен престижном медаљом. Достојевски се вратио и поново је политички присвојен.
Гуски је успешно представио Достојевског из више различитих углова: као аутора капиталних романа, али и као мајстора кратке прозе; као љубавника који стреми еротској егзалтацији, али се покорава грађанској институцији брака; као предузетника који је, изгубивши се у бескрајним реконструкцијама дугова, тек у пред крај живота успео да обезбеди мирну егзистенцију.

## Биди још
- Фјодор Достојевски